# Distrito de Luwero
Luwero (deletreado a veces Luweero) es un distrito localizado en Uganda central. Como otros distritos de Uganda, se nombra igual que su centro municipal principal, la ciudad de Luwero. El área afectada por la guerra ha venido ser conocida como el triángulo de Luwero. Posee una superficie de 5572 km² y una población de 474.000 habitantes, dando una densidad de 85,06 pobladores por kilómetro cuadrado.
Luwero tiene una población de 474.000 personas (el censo 2002 de la población). El 85% reside en áreas rurales. El ganado es común en áreas norteñas. La agricultura de subsistencia y producción hortícola comercial se emprende en las áreas meridionales.
Los tres consejos de la ciudad en el distrito de Luwero son Bombo, ciudad de Luwero y Wobulenzi.
- Datos: Q1364817
- Multimedia: Luweero District / Q1364817